# Concentrație

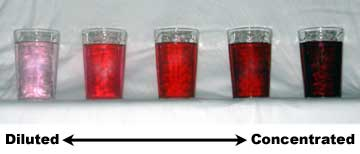
Diferite concentrații crescânde de colorant roșu

Concentrația unui amestec sau soluții exprimă cantitativ componența acestuia, prin raportate la volumul total al acestui amestec (în cazul concentrațiilor volumetrice). Valoarea concentrației poate scădea sau crește datorită reacțiilor chimice sau transformărilor de stare ale componenților amestecului.
Diluția sau diluarea este o operație prin care se realizează o reducere a concentrației unei substanțe dintr-un lichid. Concentrarea e operația inversă prin care concentrația unei soluții crește datorită de exemplu evaporării solventului.
Pentru diluare concentrare cantitatea substanței dizolvate e aceeași, astfel că produsul concentrațiilor și volumelor e constant.

## Exprimare cantitativă
Există mai multe posibilități de a exprima cantitativ concentrația: 

### Concentrația masică
Concentrația masică {\displaystyle \rho _{i}} este raportul dintre masa unui solut {\displaystyle m_{d}} și volumul total al soluției {\displaystyle V}:
{\displaystyle \rho _{i}={\frac {m_{d}}{V}}.}
Unitatea în Sistemul Internațional este kg/m3 (egal cu g/L).
Se poate exprima și concentrația procentuală masică, raportând la masa totală de soluție:
{\displaystyle C_{\%}={\frac {m_{d}*100}{m_{s}}}.}

### Concentrația molară
Concentrația molară {\displaystyle C} este raportul dintre cantitatea de substanță de solut {\displaystyle n_{d}} (în moli) și volumul total de soluție {\displaystyle V}:
{\displaystyle C={\frac {n_{d}}{V}}.}
Unitatea în Sistemul Internațional este mol/m3. În practică, mol/L (= mol/dm3) este adesea utilizată.

### Concentrația volumică
Concentrația volumică {\displaystyle \sigma _{i}} este raportul dintre volumul de solut {\displaystyle V_{d}} și volumul total de soluție {\displaystyle V}:
{\displaystyle \sigma _{i}={\frac {V_{d}}{V}}.}
Este o mărime adimensională, fără unitate de măsură.

## Mărimi înrudite
- Concentrație masică
- Concentrație molară
- Fracție volumică
- Concentrație volumică
- Raport volumic
- Umiditate